# Maurus Carnot
Maurus Carnot (ur. 26 stycznia 1865 w Samnaun, zm. 2 stycznia 1935) – szwajcarski poeta i literat. Jego rodzicami byli Vincenz i Paulina z domu Jenal. Uczył się w gimnazjum w Schwyz. Studiował teologię i filozofię w Innsbrucku. Jest autorem dramatów i opowiadań, np. Venantius” (1903), „General Demont” (1907), „Das Erste Heiligtum am Rhein” (1923) i in.